# Larry Damon
Laurence Snow „Larry“ Damon (* 8. Dezember 1933 in Burlington; † 15. März 2024) war ein US-amerikanischer Skilangläufer, Biathlet und Leichtathlet. Er nahm an vier Olympischen Winterspielen teil.
Larry Damon studierte an der University of Vermont, für deren Wintersportmannschaft UVM Outing Club er auch antrat und an der er 1955 seinen Abschluss machte. Danach wechselte er zum US-Militär, für das er als Sportsoldat aktiv war. In Cortina d’Ampezzo nahm er 1956 erstmals an Olympischen Winterspielen teil und belegte im Skilanglauf den 51. Platz über 15 Kilometer und wurde mit Theodore Farwell Jr., Mack Miller und Marvin Crawford im Staffelrennen 12. Gegen Ende der 1950er Jahre wechselte er als Soldat in den Biathlon-Kader. An den Olympischen Spielen 1960 in Squaw Valley nahm Damon am erstmals olympischen Biathlon-Einzel teil und wurde als Schlechtester der vier US-amerikanischen Starter 24. der 30 angetretenen Biathleten. Nach den Spielen wechselte er zurück zum Skilanglauf und gewann 1961 die Titel des US-Meisters über 15 und 30 Kilometer. Beim Boston-Marathon belegte er 1960 den zehnten Platz (zwei Stunden und 34:05 Minuten). In Innsbruck nahm Damon 1964 erneut an Olympischen Spielen im Skilanglauf teil. Über 30 Kilometer erreichte er den 46. Platz und wurde 28. über 50 Kilometer. Zum vierten und letzten Mal startete der US-Amerikaner in Grenoble bei den Olympischen Spielen 1968. Damon kam über 15 Kilometer auf den 55., über 50 Kilometer auf den 32. Platz.
Damon war mit der norwegischen Olympiasiegerin Babben Enger verheiratet. Mit ihr lebte er zunächst kurze Zeit in Norwegen, bevor das Paar nach Stowe in Vermont zog, wo er als Skilehrer des Gästehauses der Trapp-Familie arbeitete.